# Bassano in Teverina
Bassano in Teverina is een gemeente in de Italiaanse provincie Viterbo (regio Latium) en telt 1209 inwoners (31-12-2004). De oppervlakte bedraagt 12,1 km², de bevolkingsdichtheid is 93,72 inwoners per km².

## Demografie
Bassano in Teverina telt ongeveer 597 huishoudens. Het aantal inwoners steeg in de periode 1991-2001 met 0,8% volgens cijfers uit de tienjaarlijkse volkstellingen van ISTAT.
| Jaar | Inwoneraantal |
| ---- | ------------- |
| 1991 | 1125          |
| 2001 | 1134          |

## Geografie
De gemeente ligt op ongeveer 304 m boven zeeniveau.
Bassano in Teverina grenst aan de volgende gemeenten: Attigliano (TR), Bomarzo, Giove (TR), Orte, Soriano nel Cimino, Vasanello.

## Externe link

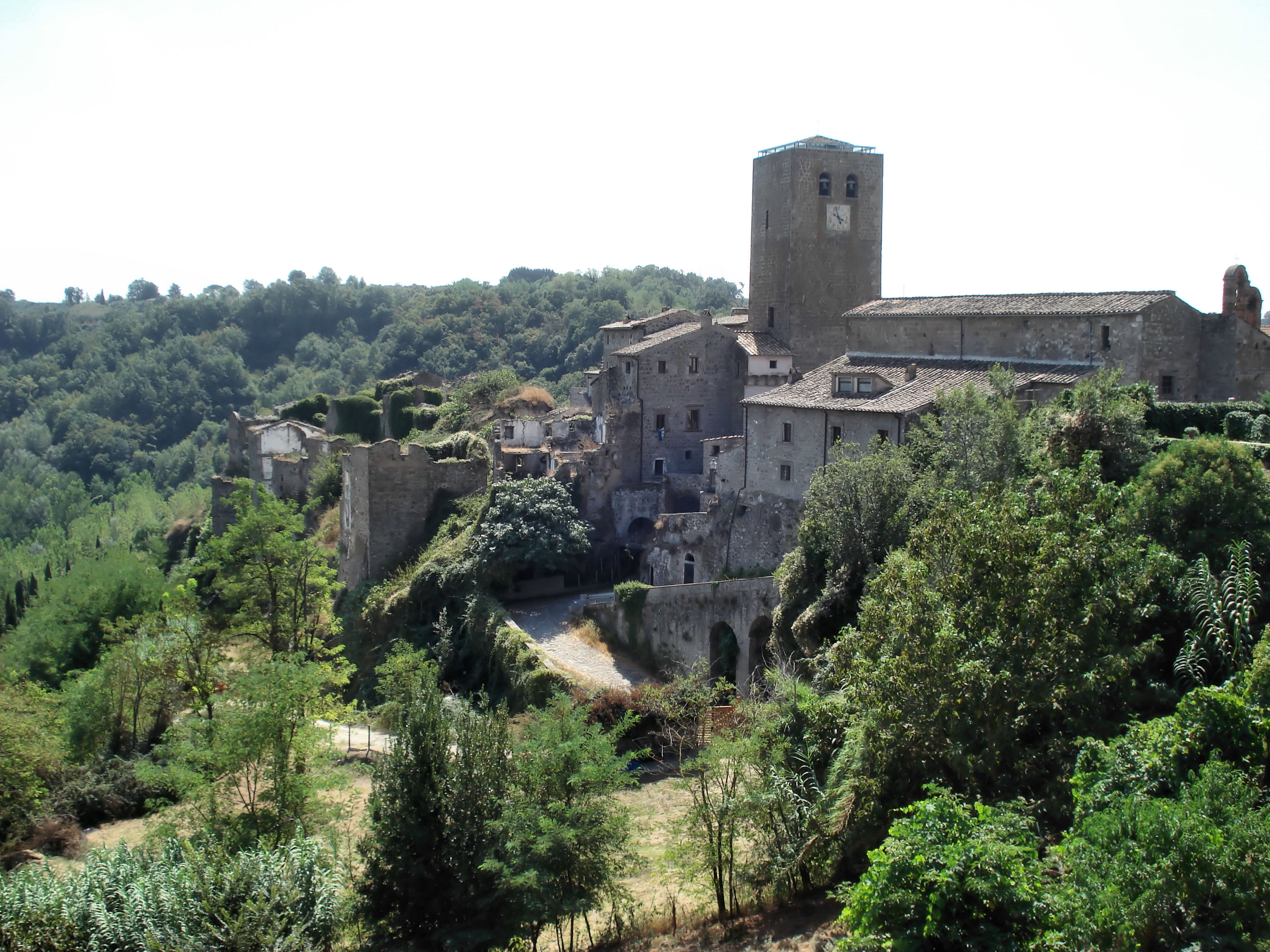
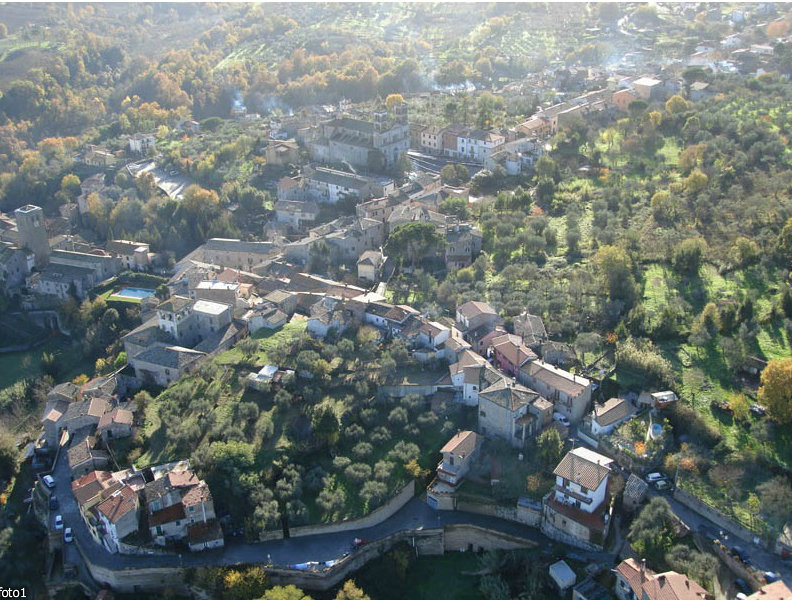
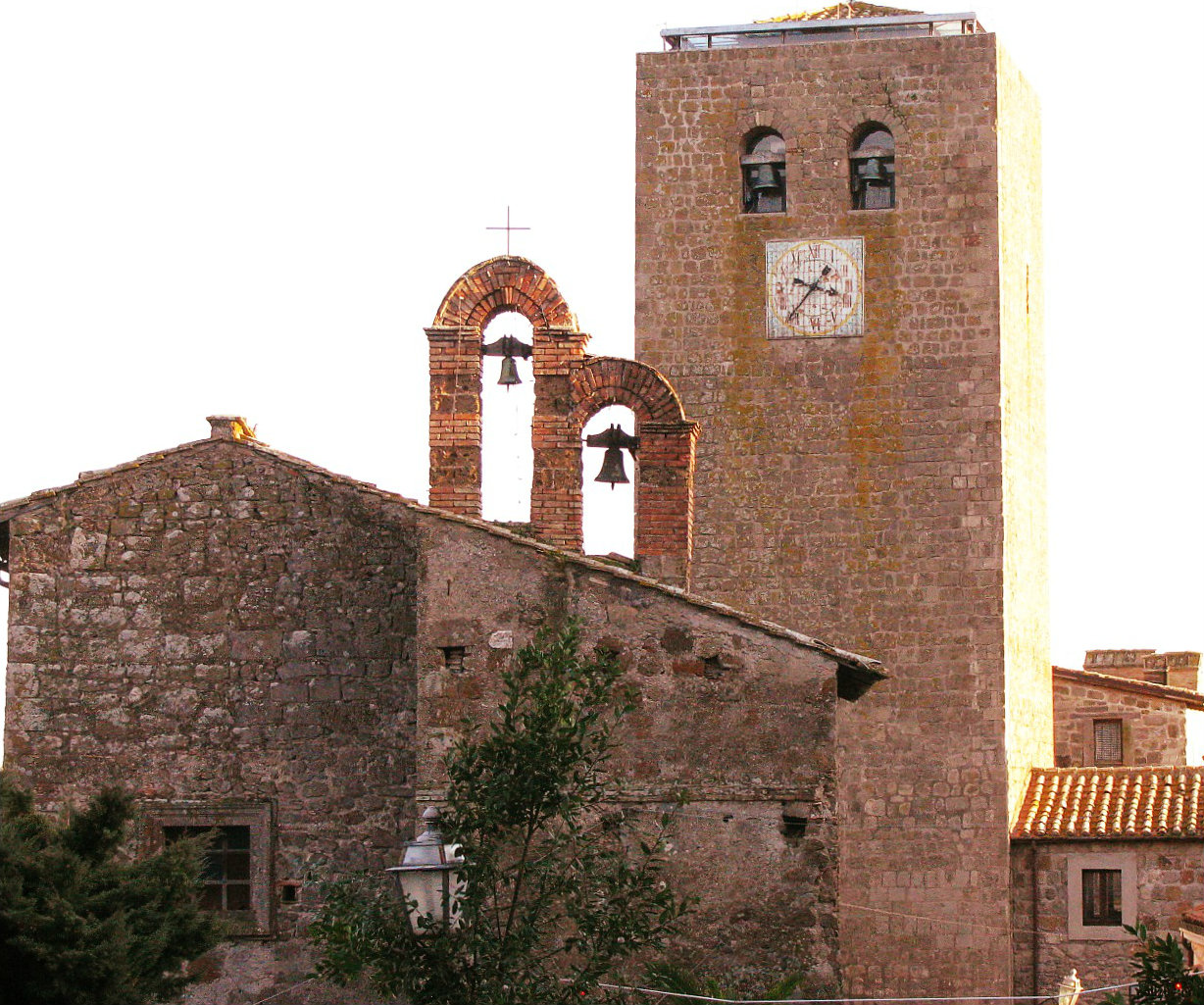
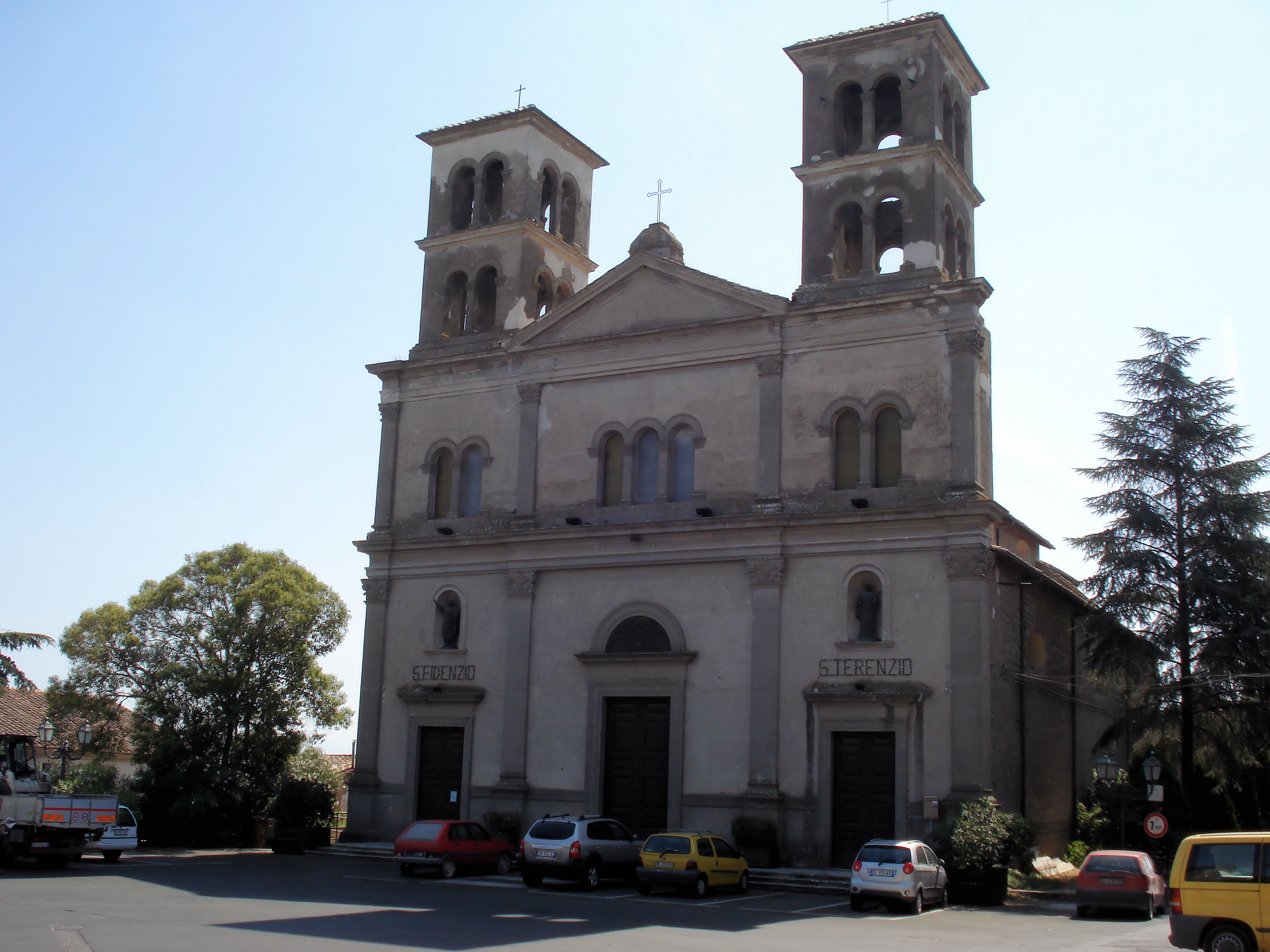
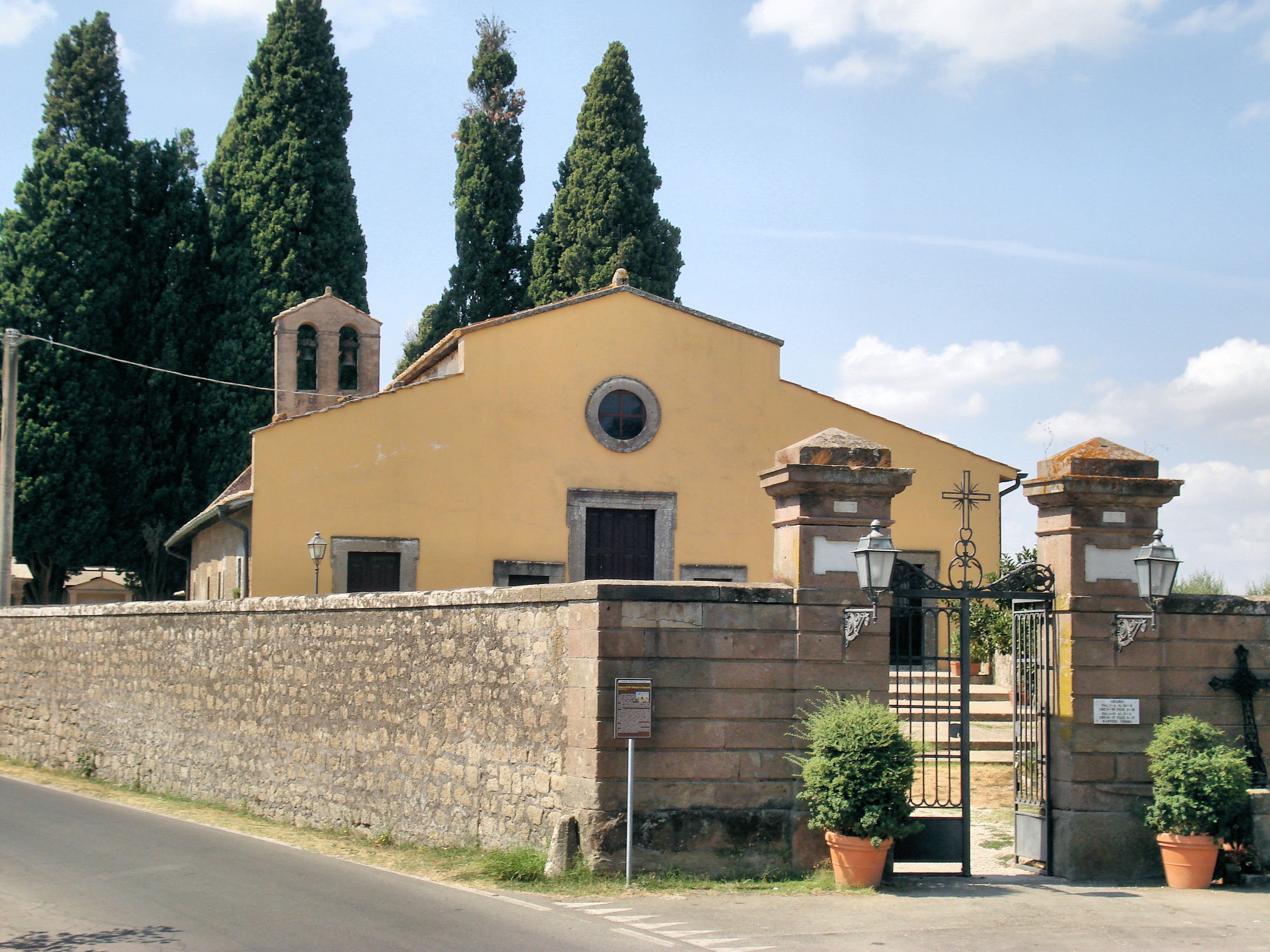
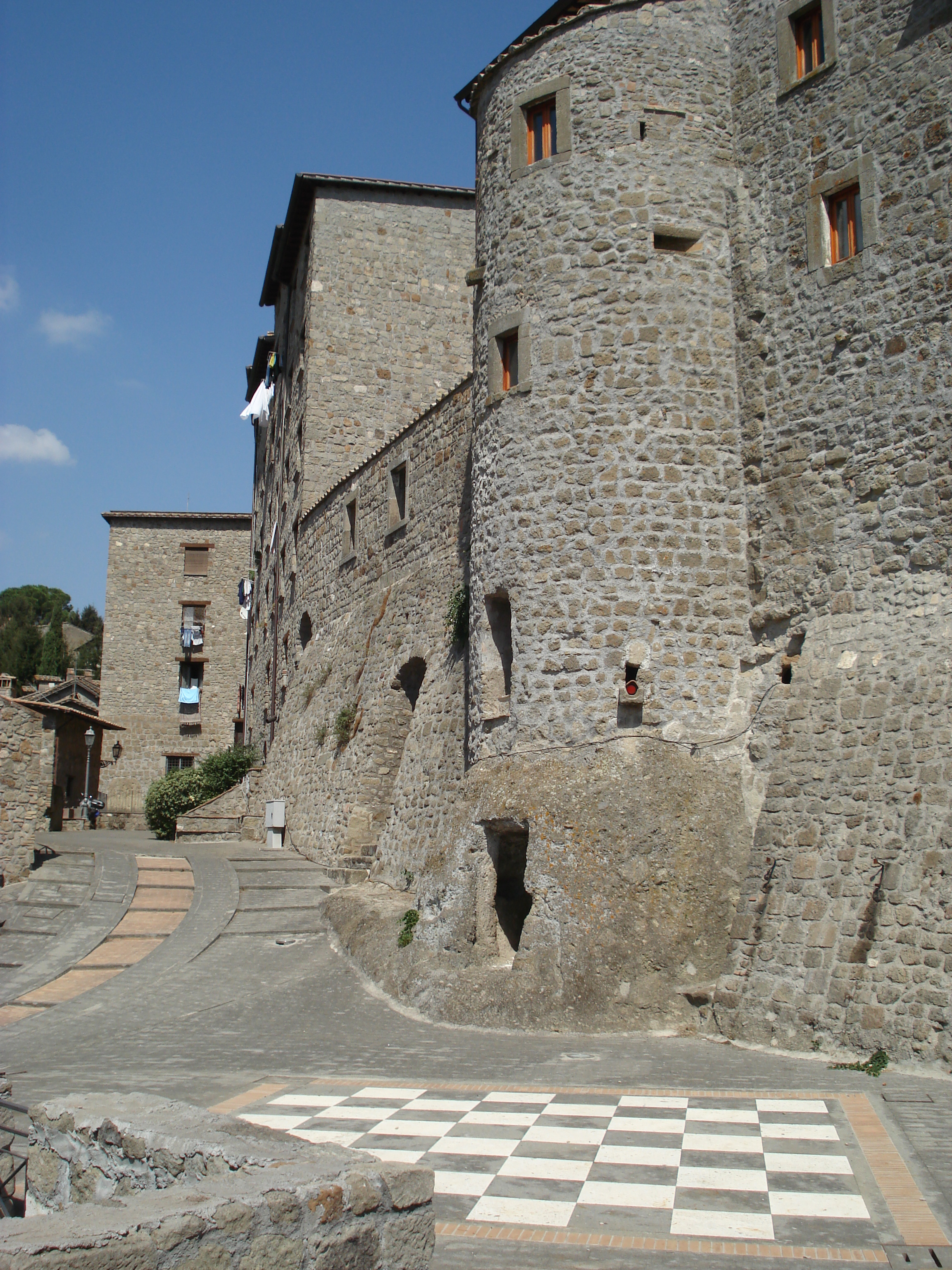